# Сухокучерявка
Сухокучерявка (Dicranoweisia) — рід мохів родини шовницевих (Rhabdoweisiaceae).
Рід має космополітичне поширення.
Є 34 прийняті види, включаючи:
- Dicranoweisia brevipes
- Dicranoweisia crispula